# Agalychnis litodryas
Agalychnis litodryas (tên tiếng Anh: Pink-sided Treefrog) là một loài ếch thuộc họ Nhái bén.
Loài này có ở Ecuador, Panama, và có thể cả Colombia.
Môi trường sống tự nhiên của chúng là rừng ẩm vùng đất thấp nhiệt đới hoặc cận nhiệt đới và sông ngòi.
Chúng hiện đang bị đe dọa vì mất môi trường sống.

## Hình ảnh

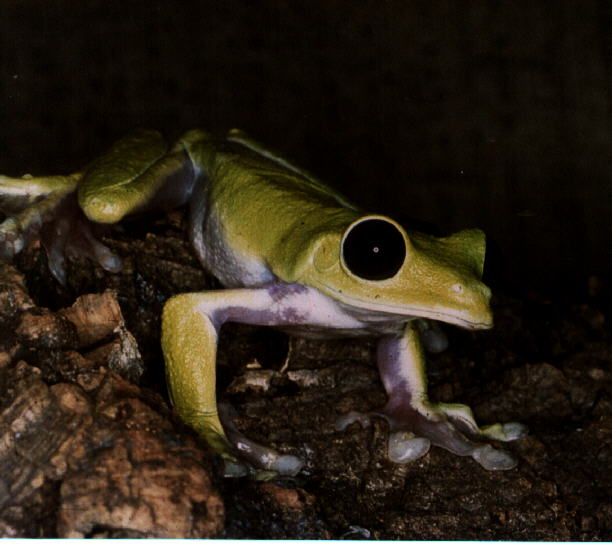